# Đầm An Khê
Đầm An Khê là một đầm nước ở phía nam tỉnh Quảng Ngãi, Việt Nam, nằm ở vùng ven biển Sa Huỳnh, thị xã Đức Phổ. Đầm An Khê là một trong những điều kiện môi sinh quan trọng hình thành văn hóa Sa Huỳnh.

## Địa lý
Đầm nằm ở vùng giáp ranh giữa hai xã, phường là Phổ Khánh và Phổ Thạnh của thị xã Đức Phổ, diện tích mặt nước là 347 ha, chiều dài nhất đo được 3.500 m, chiều rộng nhất chừng 1.000 m. Nơi sâu nhất trong đầm là 4 m. Đầm hình thành trong thời kỳ biển lùi sau thời kỳ biển tiến Flandrian cực đại từ 6.000 đến 7.000 năm về trước, trở thành đầm nước ngọt khoảng từ 3.000 đến 4.000 năm trước. Một điều tra cũ được tiến hành vào năm 1998 cho thấy vào mùa khô nước trong đầm trở thành nước lợ, độ mặn 0,3-10‰. Đầm An Khê thoát nước ra biển Đông qua cửa Lỗ, vốn là một lạch nhỏ dài khoảng 3.000 m, thường bị bồi lấp.

## Văn hóa
Năm 1909, khảo cổ học gia nghiệp dư người Pháp là Vinet tìm ra một nghĩa địa cổ với khoảng 200 mộ chum ở một cồn cát thoai thoải chạy giữa đầm An Khê và biển Đông, đánh dấu sự phám khá ra văn hóa Sa Huỳnh. Di tích này được gọi là di tích Phú Long thuộc thôn Phú Long, xã Phổ Khánh.